# 1907 en science-fiction
| Années de la science-fiction : 1904 - 1905 - 1906 - 1907 - 1908 - 1909 - 1910    |
| Décennies de la science-fiction : 1870 - 1880 - 1890 - 1900 - 1910 - 1920 - 1930 |

L'année 1907 est marquée, en matière de science-fiction, par les événements suivants.

## Naissances et décès

### Naissances
- 7 juillet : Robert A. Heinlein, écrivain américain, mort en 1988.
- 27 novembre : Lyon Sprague de Camp, écrivain américain, mort en 2000.

## Prix
La plupart des prix littéraires de science-fiction actuellement connus n'existaient alors pas.

## Sorties audiovisuelles

### Films
- Vingt Mille Lieues sous les mers par Georges Méliès.